# Балтасап
Балтасап (каз. Балтасап) — село в Актогайском районе Павлодарской области Казахстана. Входит в состав Жалаулинского сельского округа. Код КАТО — 553239200.

## Население
В 1999 году население села составляло 281 человек (146 мужчин и 135 женщин). По данным переписи 2009 года, в селе проживало 217 человек (116 мужчин и 101 женщина).